# 布勒伊巴雷
布勒伊巴雷（法語：Breuil-Barret，法語發音：[bʁœj baʁɛ]）是法国卢瓦尔河地区大区旺代省的一个市镇，属于丰特奈勒孔特区。2023年1月1日，布勒伊巴雷与邻近的2个市镇合并为新市镇泰尔瓦勒。

## 地理
布勒伊巴雷（46°39'10"N, 0°40'56"W）面积14.74 平方千米，位于法国卢瓦尔河地区大区旺代省，该省份为法国西部沿海省份，北起大西洋卢瓦尔省和曼恩-卢瓦尔省，西临大西洋，南至滨海夏朗德省，东部及东南部与德塞夫勒省接壤。
与布勒伊巴雷接壤的市镇（或旧市镇、城区）包括：穆捷苏尚特梅勒、圣保罗昂加蒂讷、拉沙佩勒欧利斯、拉沙泰涅赖、洛日富日勒斯、圣皮埃尔迪舍曼、拉塔迪耶尔、塞夫尔河畔蒙库唐。
布勒伊巴雷的时区为UTC+01:00、UTC+02:00（夏令时）。

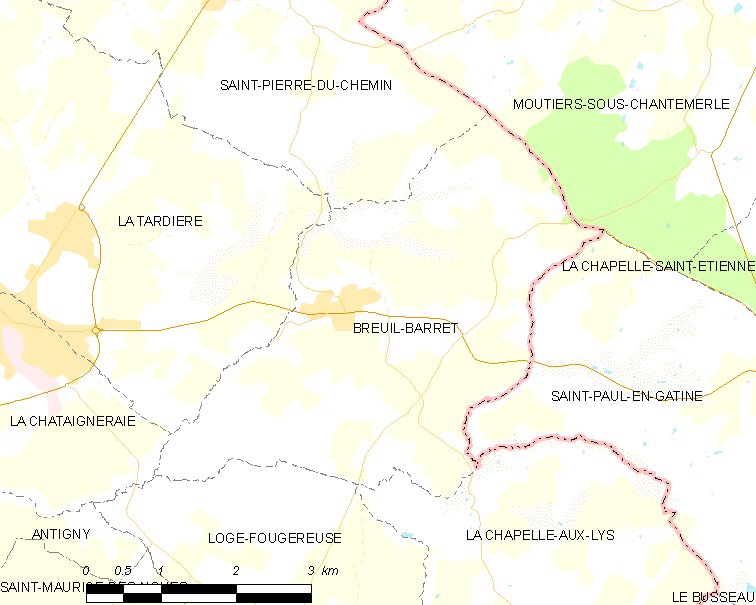
布勒伊巴雷的OSM定位图

## 行政
布勒伊巴雷的邮政编码为85120，INSEE市镇编码为85037。

## 政治
布勒伊巴雷所属的省级选区为拉沙泰涅赖县。

## 人口

1962-2008年间布勒伊巴雷人口变化图示

布勒伊巴雷于2019年1月1日时的人口数量为590人。